# Lažánky, Strakonice
Lažánky là một làng thuộc huyện Strakonice, vùng Jihočeský, Cộng hòa Séc.